# Hereroa stanfordiae
Hereroa stanfordiae är en isörtsväxtart som beskrevs av L. Bol. Hereroa stanfordiae ingår i släktet Hereroa och familjen isörtsväxter. Inga underarter finns listade i Catalogue of Life.